# ويليام بوردمان أرمسترونغ
ويليام بوردمان أرمسترونغ هو سياسي كندي، ولد في 19 يوليو 1883، وتوفي في 16 يناير 1954. انتخب عضو مجلس نواب نوفا سكوتيا.